# 17-й армейский корпус (Российская империя)
17-й армейский корпус, XVII армейский корпус — общевойсковое соединение (армейский корпус) Русской императорской армии.

## История
Армейский корпус сформирован 1 ноября 1888 года. В начале XX столетия корпус входил в состав Московского военного округа. К 5 августа 1914 года был в составе 5-й армии Юго-Западного фронта.
Участие в Первой мировой войне
Соединение сражалось в Галицийской битве, Ченстохово-Краковской операции. 17-й корпус — участник Виленской операции в августе — сентябре 1915 года.

## Состав

### На 1890 год
- управление
- две пехотные дивизии[8].

### На 18 июля 1914 года
До начала войны входил в Московский военный округ. Состав на 18.07.1914:
- 3-я пехотная дивизия
- 35-я пехотная дивизия
- 17-й мортирный артиллерийский дивизион
- 17-й мортирный парковый артиллерийский дивизион
- 3-й тяжёлый артиллерийский дивизион
- 17-й сапёрный батальон

Примечание: с началом войны к корпусу присоединена 61-я пехотная дивизия.

## Командование корпуса

### Командиры
- 08.11.1888 — 28.11.1892 — генерал-лейтенант (с 30.08.1892 генерал от инфантерии) Залесов, Николай Гаврилович
- 20.12.1892 — 14.07.1899 — генерал-лейтенант[9] (с 06.12.1898 генерал от кавалерии) Леонов, Степан Степанович
- 14.07.1899 — 04.11.1905 — генерал-лейтенант (с 06.12.1901 генерал от кавалерии) барон Бильдерлинг, Александр Александрович
- на 12.02.1906 — генерал-лейтенант Волков, Владимир Сергеевич (временный командующий)
- 24.04.1906 — 03.04.1909 — генерал-лейтенант (с 06.12.1907 генерал от инфантерии) Глазов, Владимир Гаврилович
- 15.04.1909 — 02.04.1917 — генерал-лейтенант (с 06.12.1910 генерал от инфантерии) Яковлев, Пётр Петрович
- 02.04.1917 — 28.07.1917 — генерал-лейтенант Огородников, Фёдор Евлампиевич
- 28.07.1917 — хх.02.1918 — генерал-майор (с 23.08.1917 генерал-лейтенант) Шиллинг, Николай Николаевич

### Начальники штаба
- 13.11.1888 — xx.xx.1891 — генерал-майор Макшеев-Машонов, Николай Александрович
- 25.11.1891 — 19.01.1897 — генерал-майор Ивашкин, Владимир Николаевич
- 06.03.1897 — 18.02.1898 — генерал-майор Мельницкий, Юрий Дмитриевич
- 10.03.1898 — 27.07.1901 — генерал-майор Яковлев, Пётр Петрович
- 20.09.1901 — 23.12.1908 — генерал-майор барон Тизенгаузен, Александр Евгеньевич
- 03.01.1909 — 10.06.1909 — генерал-майор Марков, Владимир Иванович
- 21.06.1909 — 31.10.1914 — генерал-майор Стремоухов, Николай Петрович
- 19.11.1914 — 27.03.1915 — генерал-майор Соколов, Владимир Иванович
- 15.04.1915 — 04.12.1915 — генерал-майор Бутчик, Михаил Михайлович
- 04.12.1915 — 06.03.1917 — генерал-майор Скобельцын, Владимир Степанович
- 18.03.1917 — 23.04.1917 — генерал-майор Пестржецкий, Михаил Илариевич
- 04.06.1917 — хх.хх.хххх — генерал-майор Бронский, Вячеслав Михайлович

### Начальники артиллерии корпуса
В 1910 году должность начальника артиллерии корпуса была заменена должностью инспектора артиллерии. Должность начальника / инспектора артиллерии корпуса соответствовала чину генерал-лейтенант. Лица, назначаемые на эту должность в чине генерал-майора, являлись исправляющими должность и утверждались в ней одновременно с производством в генерал-лейтенанты.
- 14.11.1888 — 20.10.1899 — генерал-лейтенант Гильхен, Эдуард Викентьевич
- 05.12.1899 — 30.06.1900 — генерал-майор (с 01.01.1900 генерал-лейтенант) Фан-дер-Флит, Константин Петрович
- 17.07.1900 — 05.08.1905 — генерал-майор (с 06.12.1901 генерал-лейтенант) Бобриков, Елеазар Степанович
- 23.08.1905 — 05.01.1907[10] — и. д. генерал-майор Терпиловский, Феликс Феликсович
- 27.01.1907 — 29.07.1907 — генерал-лейтенант Волковицкий, Владимир Ильдефонсович
- 21.08.1907 — 21.04.1913 — генерал-лейтенант Атабеков, Андрей Адамович
- 24.04.1913 — 19.10.1916 — генерал-майор (с 06.12.1913 генерал-лейтенант) Развадовский, Дмитрий Александрович
- 21.10.1916 — 04.02.1917 — и.д. генерал-майор Карачан, Пётр Петрович
- 17.03.1917 — хх.хх.хххх — и.д. генерал-майор Селиверстов, Василий Петрович